# 제17회 일본 참의원 의원 통상선거
제17회 일본 참의원의원 통상선거는 1995년 7월 23일에 시행된 일본 참의원의 선거이다.

## 선거 정보

### 투표일
- 1995년 7월 23일

### 선거권자
- 선거권자 96,759,025명

## 선거 결과

### 투표자수
- 전국구 43,060,121명
- 지역구 43,074,723명

### 투표율
- 전국구 - 44.50%

- 남성 : 44.66.%
- 여성 : 44.36%

- 지역구 - 44.52%

- 남성 : 44.67%
- 여성 : 44.37%

### 정당별 획득 의석
| 정당명        | 개선 | 비개선 | 합계 |
| ------------- | ---- | ------ | ---- |
| 여당          | 65   | 86     | 151  |
| 자유민주당    | 46   | 65     | 111  |
| 일본사회당    | 16   | 21     | 37   |
| 신당 사키가케 | 3    | 0      | 3    |
| 야당          | 61   | 40     | 101  |
| 신진당        | 40   | 17     | 57   |
| 일본공산당    | 8    | 6      | 14   |
| 민주개혁연합  | 2    | 0      | 2    |
| 제2원클럽     | 1    | 1      | 2    |
| 공명          | 0    | 11     | 11   |
| 스포츠평화당  | 0    | 1      | 1    |
| 평화·시민     | 0    | 1      | 1    |
| 무소속        | 9    | 4      | 13   |
| 합계          | 126  | 126    | 252  |